# Confidence (Dario Chiazzolino)
Confidence è un album realizzato grazie alla collaborazione tra il chitarrista italiano Dario Chiazzolino e il bassista cubano Dany Noel Martinez, pubblicato nel 2014.

## Il disco
L'album viene registrato a Madrid nel novembre 2013 e pubblicato ufficialmente il 14 febbraio 2014.

## Tracce
1. Acqua fresca – 5:01 (Dario Chiazzolino)
2. Seven Colors – 6:03 (Dario Chiazzolino)
3. Esile – 6:10 (Dario Chiazzolino)
4. You've Got a Friend – 6:25 (James Taylor)
5. Vivo con poco – 6:38 (Dany Noel Martinez)
6. Despertar – 12:01 (Dany Noel Martinez)
7. Tu sonrisa – 7:26 (Dany Noel Martinez)
8. Great Peace – 6:26 (Dany Noel Martinez)
9. Nel – 8:54 (Dario Chiazzolino)
10. Muy lejos – 6:58 (Dany Noel Martinez)

## Formazione
- Dario Chiazzolino - chitarra
- Dany Noel Martinez - basso elettrico